# Ariedo Braida
Ariedo Braida (Precenicco, 21 aprile 1946) è un dirigente sportivo ed ex calciatore italiano, di ruolo attaccante.

## Caratteristiche tecniche
Giocava come centravanti e, all'occorrenza, come seconda punta.

## Carriera

### Giocatore
Ha disputato 79 partite in Serie A segnando 14 reti nell'arco di quattro stagioni, con le maglie di Brescia, Varese e Cesena. Nel campionato di Serie B 1969-1970, con la maglia del Varese, ha vinto la classifica dei cannonieri con 13 reti, a pari merito con il compagno di squadra Roberto Bettega e Aquilino Bonfanti del Catania.

### Dirigente
Terminata la carriera di calciatore, ha svolto l'incarico di direttore sportivo del Monza dal 1981 al 1984, per poi passare con lo stesso ruolo all'Udinese. Ha ricoperto la carica di direttore generale del Milan dal 1986 al 2002 e nello stesso anno è diventato direttore sportivo della società milanese. Il 31 dicembre 2013 lascia la carica di direttore sportivo.
Nel luglio 2014 si accorda con la Sampdoria per ricoprire l'incarico di direttore generale. Tuttavia l'arrivo della nuova proprietà porta nel settembre dello stesso anno alla separazione.
Il 12 febbraio 2015 diventa ufficialmente il nuovo direttore sportivo del Barcellona, occupandosi in particolar modo delle trattative con club stranieri. Il 12 agosto 2019 il Barcellona lo solleva dall'incarico. Braida, però, non accettò le condizioni della sua liquidazione e, per questa ragione il 1º ottobre 2019, denunciò il club blaugrana per licenziamento senza giusta causa.
Il 12 novembre 2020 Braida viene annunciato come direttore generale della Cremonese, incarico che ricopre dal dicembre 2020 al giugno 2023.

### Vita privata
Il 10 settembre 2017 si sposa in seconde nozze con Giuditta Milioti a Ripalta Cremasca.

## Carriera in sintesi
- 1981-1984:  Monza - Direttore sportivo
- 1984-1986:  Udinese - Direttore sportivo
- 1986-2013:  Milan - Direttore sportivo (1986-2002), Direttore generale (2002-2013)
- 2014:  Sampdoria - Direttore generale
- 2015-2019:  Barcellona - Direttore sportivo (2015), Osservatore (2016-2019)
- 2020-2023:  Cremonese - Direttore generale
- 2024-:  Ravenna - Vicepresidente

## Palmarès

### Giocatore

#### Competizioni nazionali
- Serie C: 1

Monza: 1975-1976 (girone A)

#### Competizioni internazionali
- Coppa Anglo-Italiana: 1

Monza: 1976

#### Individuale
- Capocannoniere della Serie B: 1

1969-1970 (13 gol) (a pari merito con Aquilino Bonfanti e Roberto Bettega)